# Senna socotrana
Senna socotrana là một loài thực vật có hoa thuộc họ đậu, Fabaceae, là loài đặc hữu của Yemen.